# Monte Perentile
Monte Perentile è un rilievo dei monti Lepini, nel Lazio, nella città metropolitana di Roma Capitale, nel comune di Carpineto Romano.